# Natività di Nostro Signore Gesù Cristo a Via Gallia
Natività di Nostro Signore Gesù Cristo a Via Gallia je kardinálský titulární kostel ustanovený roku 1969 papežem Pavlem VI. Tento kostel se nachází na Via Urbisaglia v Římě. Prvním titulárním kardinálem se stal Paul Gouyon arcibiskup Rennes.

## Titulární kardinálové
| Jméno                | Funkce                               | Od          | Do          |
| -------------------- | ------------------------------------ | ----------- | ----------- |
| Paul Gouyon          | Arcibiskup Rennes (Francie)          | 30. 4. 1969 | 26. 9. 2000 |
| Audrys Juozas Bačkis | Emeritní arcibiskup Vilniusu (Litva) | 21. 2. 2001 | současnost  |